# بطرسبرغ (فرجينيا)
بطرسبرغ (بالإنكليزية:Petersburg) هي مدينة مستقلة في الولايات المتحدة الأمريكية ولاية فرجينيا. تأسست في 17 ديسمبر عام 1748، تم القيام بتعداد عام 2010 حيث بلغ عدد السكان 32420. ومكتب التحليل الاقتصادي يجمع بين مدينة بطرسبرغ (جنبا إلى جنب مع مدينة مستعمرة هايتس) مع مقاطعة دينويدي لأغراض إحصائية. وهي تقع على نهر أبوماتوكس وتقع على بعد 37 كم إلى الجنوب من عاصمة الولاية ريتشموند.

## التركيبة السكانية
حدّد مكتب تعداد الولايات المتحدة بيانات التركيبة السكانية لبطرسبرغ في تعداد الولايات المتحدة. في ما يلي، التركيبة السكانية حسب تعدادي 2000 و2010.

### تعداد عام 2000
بلغ عدد سكان بطرسبرغ 33,740 نسمة بحسب تعداد عام 2000، وبلغ عدد الأسر 13,799 أسرة وعدد العائلات 8,508 عائلة مقيمة في المدينة. في حين سجلت الكثافة السكانية 567.8 نسمة لكل كيلومتر مربع (1,470.6/ميل2). وبلغ عدد الوحدات السكنية 15,955 وحدة بمتوسط كثافة قدره 268.5 لكل كيلومتر مربع (695.4/ميل2).
وتوزع التركيب العرقي للمدينة بنسبة 18.52% من البيض و78.97% من الأمريكيين الأفارقة و0.20% من الأمريكيين الأصليين و0.70% من الأمريكيين ذوي الأصول الآسيوية و0.03% من سكان جزر المحيط الهادئ و0.59% من الأعراق الأخرى و1% من عرقين مختلطين أو أكثر و1.37% من الهسبانيون أو اللاتينيون من أي عرق.
بلغ عدد الأسر 13,799 أسرة كانت نسبة 33.8% منها لديها أطفال تحت سن الثامنة عشر تعيش معهم، وبلغت نسبة الأزواج القاطنين مع بعضهم البعض 30.1% من أصل المجموع الكلي للأسر، ونسبة 26.1% من الأسر كان لديها معيلات من الإناث دون وجود شريك، بينما كانت نسبة 5.5% من الأسر لديها معيلون من الذكور دون وجود شريكة وكانت نسبة 38.3% من غير العائلات. تألفت نسبة 32.2% من أصل جميع الأسر من عدة أفراد يعيشون في نفس المنزل ونسبة 11.7% كانت تتألف من شخص يعيش بمفرده يبلغ من العمر 65 عاماً أو أكثر. وبلغ متوسط حجم الأسرة المعيشية 2.38، أما متوسط حجم العائلات فبلغ 2.98.
بلغ العمر الوسطي للسكان 36.9 عاماً. وكانت نسبة 24.9% من القاطنين تحت سن الثامنة عشر، وكانت نسبة 8.8% بين الثامنة عشر والرابعة والعشرين عاماً، ونسبة 26.9% كانت واقعةً في الفئة العمرية ما بين الخامسة والعشرين والرابعة والأربعين عاماً، ونسبة 22.4% كانت ما بين الخامسة والأربعين والرابعة والستين، ونسبة 14.3% كانت ضمن فئة الخامسة والستين عاماً فما فوق. يوجد لكل 100 أنثى 83.7 ذكر، ويوجد لكل 100 أنثى في الثامنة عشر من عمرها فما فوق 78.1 ذكر.
بلغ متوسط دخل الأسرة في المدينة 28,851 دولارًا، أما متوسط دخل العائلة فبلغ 33,955 دولارًا. وكان متوسط دخل الذكور 27,859 دولارًا مقابل 21,882 دولارًا للإناث. وسجل دخل الفرد الخاص بالمدينة 15,989 دولارًا. وكانت نسبة 16.7% من العائلات ونسبة 19.6% من السكان تحت خط الفقر، وكان من هؤلاء نسبة 27.4% تحت سن الثامنة عشر ونسبة 15.8% في الخامسة والستين من العمر وما فوق.

### تعداد عام 2010
بلغ عدد سكان بطرسبرغ 32,420 نسمة بحسب تعداد عام 2010، وبلغ عدد الأسر 13,634 أسرة وعدد العائلات 7,697 عائلة مقيمة في المدينة. في حين سجلت الكثافة السكانية 545.6 نسمة لكل كيلومتر مربع (1,413.1/ميل2). وبلغ عدد الوحدات السكنية 16,326 وحدة بمتوسط كثافة قدره 274.8 لكل كيلومتر مربع (711.7/ميل2).
وتوزع التركيب العرقي للمدينة بنسبة 16.09% من البيض و79.11% من الأمريكيين الأفارقة و0.30% من الأمريكيين الأصليين و0.82% من الأمريكيين ذوي الأصول الآسيوية و0.06% من سكان جزر المحيط الهادئ و1.84% من الأعراق الأخرى و1.78% من عرقين مختلطين أو أكثر و3.75% من الهسبانيون أو اللاتينيون من أي عرق.
بلغ عدد الأسر 13,634 أسرة كانت نسبة 27.1% منها لديها أطفال تحت سن الثامنة عشر تعيش معهم، وبلغت نسبة الأزواج القاطنين مع بعضهم البعض 25% من أصل المجموع الكلي للأسر، ونسبة 25.9% من الأسر كان لديها معيلات من الإناث دون وجود شريك، بينما كانت نسبة 5.6% من الأسر لديها معيلون من الذكور دون وجود شريكة وكانت نسبة 43.5% من غير العائلات. تألفت نسبة 36% من أصل جميع الأسر من عدة أفراد يعيشون في نفس المنزل ونسبة 12% كانت تتألف من شخص يعيش بمفرده يبلغ من العمر 65 عاماً أو أكثر. وبلغ متوسط حجم الأسرة المعيشية 2.30، أما متوسط حجم العائلات فبلغ 2.98.
بلغ العمر الوسطي للسكان 39.8 عاماً. وكانت نسبة 20.7% من القاطنين تحت سن الثامنة عشر، وكانت نسبة 11.6% بين الثامنة عشر والرابعة والعشرين عاماً، ونسبة 24.5% كانت واقعةً في الفئة العمرية ما بين الخامسة والعشرين والرابعة والأربعين عاماً، ونسبة 28.2% كانت ما بين الخامسة والأربعين والرابعة والستين، ونسبة 15% كانت ضمن فئة الخامسة والستين عاماً فما فوق. وتوزع التركيب الجنسي للسكان بنسبة 46.7% ذكور و53.3% إناث.

## أعلام
- ويليام هودجز مان
- جوزيف كوتين
- جورج كيث تايلور
- ويليام إي. بليسدل
- أمبروز باول هيل
- قاي إتش واتكينز
- موسى مالون
- تراي سونجز
- كلايد لوفيليتي
- جون إم. ريتشاردسون